# Лінвал Діксон
Лінвал Діксон (англ. Linval Dixon; нар. 14 вересня 1971, Олд Гарбур Бей, Ямайка) — ямайський футболіст та тренер, виступав на позиції захисника.

## Клубна кар'єра
Лінвал Діксон закінчив коледж Клерендон, де виступав за шкільну футбольну команду. У 1995 році підписав контракт з «Чарлстон Беттері», який виступав у United Soccer League. Восени 1995 року перейшов до «Портмор Юнайтед», де виступав до 2002 року. Потім повернувся до «Чарлстон Беттері», де відіграв два сезони в USL A-League. У 2003 році разом зі своєю командою Діксон виграв USL A-League.

## Кар'єра в збірній
Учасник Чемпіонат світу 1998, де був капітаном збірної. Дебютував за національну збірну в 1991 році, востаннє її футболку одягав 2004 року. За головну команду країни зіграв понад 100 матчів, у тому числі 27 — у кваліфікації Чемпіонат світу.

## Кар'єра тренера
У 2005 році Лінвал очолив команду «Портмор Юнайтед U-23». У 2007 році призначений головним тренером першої команди цього клубу. Наприкінці 2009 року пішов з посади головного тренера, але залишився в тренерському штабі клубу. У 2010 році знову очолив команду. По завершенні року залишив клуб. З січня 2013 по липень 2017 року знову був головним тренером «Портмор Юнайтед».